# Ageladas
Ageladas (grekiska Ἀγελάδας, Ageladas), var en grekisk skulptör i Argos.
Ageladas var verksam omkring 520–470 f. Kr. Han var berömd för sina bronsskulpturer av gudar och atleter, av vilka dock inga ens genom säkra efterbildningar bevarats åt eftervärlden. Enligt en tradition var han lärare för skulptörerna Myron, Feidias och Polykleitos.